# سورنا علیزاده
سورنا علیزاده (زاده ۱۱ بهمن ۱۳۸۰) بازیکن بسکتبال اهل ایران و عضو تیم ملی بسکتبال ایران است. وی هم‌اکنون در سوپر لیگ عراق بازی می‌کند.
وی سابقه بازی در تیم‌های مهرام تهران (۱۳۹۶)، کاله مازندران (۱۳۹۹) و اکسون تهران (۱۴۰۰) را در لیگ برتر بسکتبال ایران دارد.

## افتخارات

### ملی
- قهرمان لیگ دسته‌یک حرفه‌ای بزرگسال بسکتبال کشور با باشگاه ورزشی طبیعت تهران در سال ۱۴۰۲.[۸]
- قهرمان نوجوانان زیر ۱۶ سال باشگاه‌های ایران با باشگاه ورزشی مهرام در سال ۱۳۹۸.[۹]
- عنوان هفتم سوپر لیگ بسکتبال ایران با باشگاه ورزشی کاله در سال ۱۳۹۸.
- قهرمان جوانان زیر ۱۸ سال باشگاه‌های ایران با باشگاه ورزشی مهرام در سال ۱۳۹۷.

### بین‌المللی
- عنوان ششم جهان در بسکتبال ۳×۳ جشنواره بین‌المللی ورزش‌های دانشگاهی (ایکات) با تیم ملی بسکتبال دانشگاهی ایران در روسیه در سال ۲۰۲۳.
- عنوان دوازدهم جام جهانی بسکتبال جوانان زیر ۱۹ سال با تیم ملی بسکتبال ایران در لتونی در سال ۲۰۲۱.[۱۰]
- عنوان هفتم قهرمانی نوجوانان زیر ۱۶ سال آسیا با تیم ملی بسکتبال ایران در فوشان چین در سال ۲۰۱۸.[۱۱][۱۲]

## سوابق بازی
- بازی در تیم الحله عراق در سوپر لیگ عراق در سال ۱۴۰۲.[۱۳]
- بازی در تیم طبیعت تهران در لیگ دسته‌یک کشور در سال ۱۴۰۱.
- بازی در تیم اکسون تهران در سوپر لیگ ایران در سال ۱۴۰۰.
- بازی در تیم کاله مازندران در سوپر لیگ ایران در سال ۱۳۹۹.
- بازی در تیم مهرام تهران در سال ۱۳۹۶.[۷]

## تورنمنت‌ها
- شرکت در مسابقات دوستانه بسکتبال (هوپس کاپ) با تیم ملی بزرگسالان بسکتبال ایران در چین در سال ۲۰۲۳.
- حضور در مسابقات بسکتبال ۳×۳ جشنواره بین‌المللی ورزش‌های دانشگاهی (ایکات) با تیم ملی بسکتبال دانشگاهی ایران در روسیه در سال ۲۰۲۳.
- شرکت در جام ویلیام جونز با تیم ملی بزرگسالان بسکتبال ایران در تایوان در سال ۲۰۲۳.
- حضور در جام جهانی بسکتبال جوانان زیر ۱۹ سال با تیم ملی بسکتبال ایران در لتونی در سال ۲۰۲۱.[۱۴][۱۵]
- دعوت به اردوی NBA - بسکتبال بدون مرز آسیا (BWB) در توکیو ژاپن در سال ۲۰۱۹.[۱۶]
- حضور در مسابقات قهرمانی نوجوانان زیر ۱۶ سال آسیا با تیم ملی بسکتبال ایران در فوشان چین در سال ۲۰۱۸.[۱۷]